# Гламур (фільм, 1934)
«Гламур» (англ. Glamour) — американська драма режисера Вільяма Вайлера 1934 року.

## Сюжет
Амбіційна дівчина з хору одружується на напористому композиторі.

## У ролях
- Пол Лукас — Віктор Банкі
- Констанс Каммінгс — Лінда Фейн
- Філіп Рід — Лоренцо Валенті
- Джозеф Которн — Ібсен
- Доріс Ллойд — Нана
- Ліман Вільямс — Форсайт
- Філ Тід — Джиммі
- Луї Альберні — монсеньйор Пауль
- Йола д'Авріл — Рене
- Еліс Лейк — секретарка